# Henri et Charles Beaubrun
Pour le théologien, voir Henri-Charles Beaubrun.
Pour les articles homonymes, voir Beaubrun.
Henri, né en 1603 à Amboise et mort en 1677 à Paris, et son cousin Charles Beaubrun, né en 1604 à Amboise et mort en 1692 à Paris, sont des peintres français.
Actifs à la cour des rois Louis XIII puis Louis XIV, ils sont spécialisés dans les portraits des reines de France.

## Biographies
Charles et son cousin, Henri Beaubrun, appartiennent à une famille de portraitistes français du XVIIe siècle. Ils étudient la peinture auprès de leur oncle, Louis Bobrun.
Henri est très tôt attaché au roi Louis XIII, grâce à la charge de valet de garde-robe qu’occupait son père. Il devint ainsi porte-arquebuse du Roi. Georges Guillet de Saint-George, à propos d’Henri, écrit : « Sa Majesté […] ayant remarqué qu’il avait une grande disposition au dessin, voulût qu’il s’y attachât et qu’en apprenant à peindre, il apprît aussi ce qui est essentiel à la peinture comme la perspective, l’architecture et les quelques principes de géométrie […] Lorsqu’après la mort de son père, il eut été reçu valet de garde-robe, il continua si heureusement ses premières études, malgré la distraction de sa charge, que le roi lui fit l’honneur de le choisir pour lui montrer à peindre le pastel […] ».
Il est ainsi engagé comme portraitiste, avec son cousin Charles, à la cour de Louis XIII puis Louis XIV, après qu'ils ont réalisé le tableau intitulé Louis XIV et la Dame Longuet de la Giraudière, la première nourrice. Les cousins collaborent alors entre 1630 et 1675, peignent de nombreux portraits officiels et se spécialisent dans les portraits des reines de France. Au milieu du siècle, ils connaissent un grand succès auprès des dames de la cour et plus particulièrement des adeptes de l'ancien style formaliste et courtois de Frans Pourbus le Jeune.
Leurs œuvres sont principalement réalisées conjointement. Leur collaboration est telle qu'il est impossible de différencier leur coup de main. Leurs œuvres individuelles leur sont ainsi conjointement attribuées.
En 1648, ils participent à la fondation de l'Académie royale de peinture et de sculpture.
Henri et Charles meurent à Paris, respectivement en 1677 et en 1692.

## Œuvres
- Orléans, musée des Beaux-Arts : Portrait d’Anne Marie Louise d’Orléans, duchesse de Montpensier (1627-1693), 1652-1653, huile sur toile, 129 x 100 cm[4].
- Parthenay, musée d'art et d'histoire : portrait de Marie de Cossé, duchesse de La Meilleraye, huile sur toile, 80 x 63 cm[5].

## Interprétation en gravure
- Portrait de Gilonne d'Harcourt, comtesse de Fiesque, gravé par Grégoire Huret d'après Henri et Charles Beaubrun, en frontispice de Bérénice de Jean Regnault de Segrais, tome I, chez T. Quinet, Paris, 1651[6].